# شورگل (مشگین‌شهر)
شورگل یک روستا در ایران است که در دهستان ارشق شمالی واقع شده‌است. شورگل ۱۸۸ نفر جمعیت دارد.